# Stułbia szara
Stułbia szara (Hydra oligactis) – słodkowodny stułbiopław z rodziny Hydridae. Osobniki Hydra oligactis osiągają do 3 cm długości, a ubarwione są na szaro.